# Сограсс (Флорида)
Сограсс (англ. Sawgrass) — статистически обособленная местность, расположенная в округе Сент-Джонс (штат Флорида, США) с населением в 4942 человека по статистическим данным переписи 2000 года.

## География
По данным Бюро переписи населения США статистически обособленная местность Сограсс имеет общую площадь в 8,29 квадратных километров, из которых 8,03 кв. километров занимает земля и 0,26 кв. километров — вода. Площадь водных ресурсов округа составляет 3,14 % от всей его площади.
Статистически обособленная местность Сограсс расположена на высоте 1 м над уровнем моря.

## Демография
По данным переписи населения 2000 года в Сограссe проживало 4942 человека, 1559 семей, насчитывалось 2445 домашних хозяйств и 3089 жилых домов. Средняя плотность населения составляла около 596,14 человека на один квадратный километр. Расовый состав населённого пункта распределился следующим образом: 97,51 % белых, 0,49 % — чёрных или афроамериканцев, 0,08 % — коренных американцев, 0,95 % — азиатов, 0,47 % — представителей смешанных рас, 0,51 % — других народностей. Испаноговорящие составили 1,88 % от всех жителей статистически обособленной местности.
Из 2445 домашних хозяйств в 16,7 % воспитывали детей в возрасте до 18 лет, 56,6 % представляли собой совместно проживающие супружеские пары, в 5,7 % семей женщины проживали без мужей, 36,2 % не имели семей. 31,7 % от общего числа семей на момент переписи жили самостоятельно, при этом 11,8 % составили одинокие пожилые люди в возрасте 65 лет и старше. Средний размер домашнего хозяйства составил 2,02 человек, а средний размер семьи — 2,51 человек.
Население статистически оособленной местности по возрастному диапазону по данным переписи 2000 года распределилось следующим образом: 14,3 % — жители младше 18 лет, 3,3 % — между 18 и 24 годами, 20,6 % — от 25 до 44 лет, 34,2 % — от 45 до 64 лет и 27,6 % — в возрасте 65 лет и старше. Средний возраст жителей составил 52 года. На каждые 100 женщин в Сограссe приходилось 86,0 мужчин, при этом на каждые сто женщин 18 лет и старше приходилось 84,4 мужчин также старше 18 лет.
Средний доход на одно домашнее хозяйство статистически обособленной местности составил 80 932 доллара США, а средний доход на одну семью — 98 026 долларов. При этом мужчины имели средний доход в 73 289 долларов США в год против 40 933 доллара среднегодового дохода у женщин. Доход на душу населения статистически обособленной местности составил 80 932 доллара в год. Все семьи имели доход, превышающий уровень бедности, 2,5 % от всей численности населения находилось на момент переписи населения за чертой бедности, при том все жители младше 18 и старше 65 лет имели совокупный доход, превышающий прожиточный минимум.